# Hydaticus xanthomelas
Hydaticus xanthomelas är en skalbaggsart som först beskrevs av Gaspard Auguste Brullé 1837.  Hydaticus xanthomelas ingår i släktet Hydaticus och familjen dykare. Inga underarter finns listade i Catalogue of Life.